# Sherwood-Zahl
Die Sherwood-Zahl Sh (nach Thomas Kilgore Sherwood) ist eine Ähnlichkeitskennzahl der Thermodynamik zur Beschreibung des Stoffübergangs, die u. a. in der chemischen Makrokinetik angewendet wird.
Sie beschreibt das Verhältnis der effektiv übergehenden Stoffmenge zu der durch reine Diffusion transportierten Stoffmenge:
{\displaystyle Sh={\frac {\beta \cdot L}{D}}} 
mit
{\displaystyle \beta } = Stoffübergangskoeffizient
{\displaystyle L} = charakteristische Länge
{\displaystyle D} = Diffusionskoeffizient.
Mit einfachen Worten ausgedrückt, ist die Sherwood-Zahl eine Größe, die definiert wurde, um beispielsweise die Ausbreitung von Spurenstoffen in Flüssigkeiten und Gasen auf eine universelle Weise beschreiben zu können.
Da eine Analogie zwischen Stoff- und Wärmeübertragung besteht, ähnelt die Sherwood-Zahl in ihrer Struktur der Nußelt-Zahl, welche den konvektiven Wärmeübergang beschreibt.